# Monety (powiat piski)
Monety (niem. Monethen) – wieś w Polsce położona w województwie warmińsko-mazurskim, w powiecie piskim, w gminie Biała Piska. W latach 1975–1998 miejscowość należała administracyjnie do województwa suwalskiego.

## Historia
Wieś powstała w ramach kolonizacji Wielkiej Puszczy. Wcześniej był to obszar Galindii. Wieś ziemiańska, dobra służebne w posiadaniu drobnego rycerstwa (tak zwani wolni, ziemianie w języku staropolskim), z obowiązkiem służby rycerskiej (zbrojnej). W XV i XVI w. wieś wymieniana w dokumentach pod nazwami: Monethen, Moneten, Moneth, Bartusch Ratzoffsky, Bartusch Rakoffsky.
Wieś służebna lokowana w 1474 r., kiedy to Maciej Pawłoczyński otrzymał od komtura Flacha von Schwartzburga 40 łanów na prawie magdeburskim (z wariantem dla obojga płci), z obowiązkiem jednej służby zbrojnej i z 16 latami wolnizny (długi okres wolnizny wskazuje, że była to nowa osada). Nadanie dotyczyło gruntów leżących w miejscu zwanym Różyńskie nad rzeką Bełcząc. W 1519 r. wieś określana w dokumentach jako Bartosze Rakowskie oraz także jako Moneth. W XVI w. ze wsi wydzieliła się osobna osada – Rakowo (obecne Rakowo Małe).